# Хотел Југославија (албум)
Хотел Југославија је дебитантски студијски албум српског музичара Реље Поповића. Издат је 30. маја 2025. за Made In BLKN.